# Buckener Au
Die Buckener Au ist ein etwa 12 km langer Quellfluss der Bünzau in Schleswig-Holstein.
Die Buckener Au entspringt südwestlich von Hohenwestedt. Bei Innien vereinigt sie sich mit der kürzeren Fuhlenau zur Bünzau.
Bei Aukrug-Homfeld werden in den Niederungen der Au Heckrinder gehalten.
Die Buckener Au-Niederung wird im Rahmen jener Rinderhaltung als Weideland genutzt, gleichzeitig dient sie als Brutgebiet für den Großen Brachvogel, Kiebitze und Feldlerchen. In tiefer gelegenen Bereichen brüten in Feuchtgebieten auch Bekassien, Enten und Rohrammern.

## Bilder

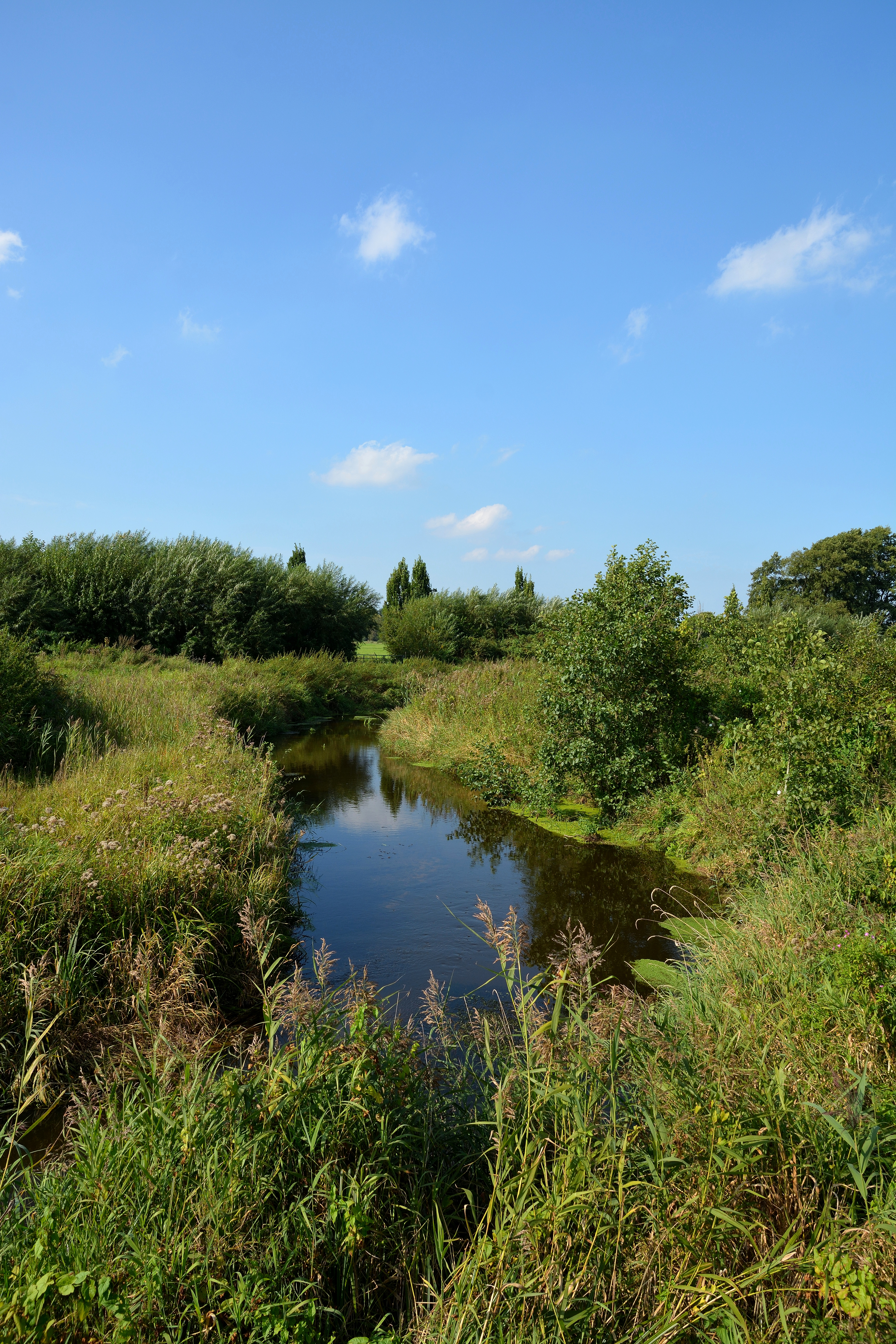
An der Landesstraße 123
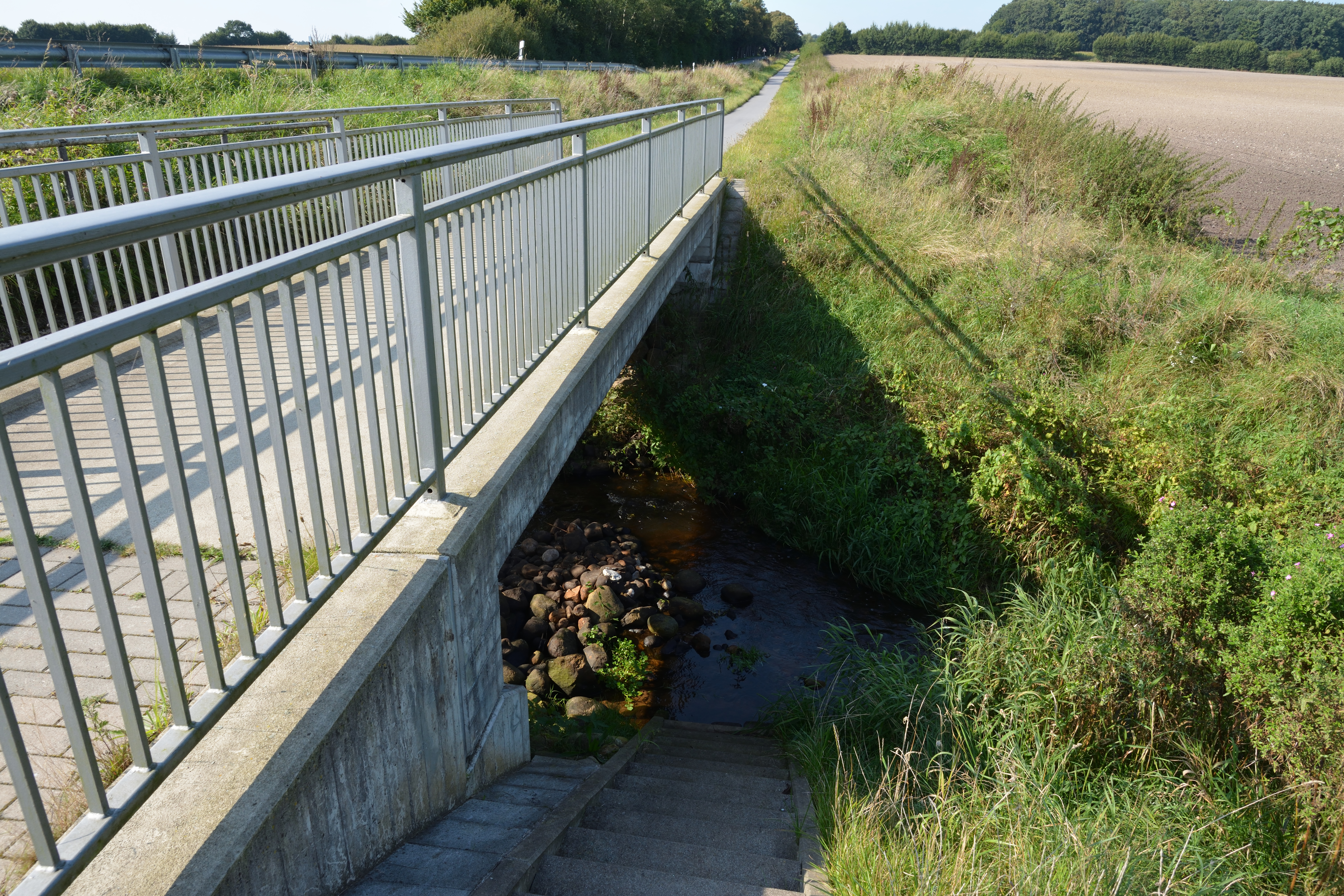
Die Fußgängerbrücke neben der Landesstraße 123
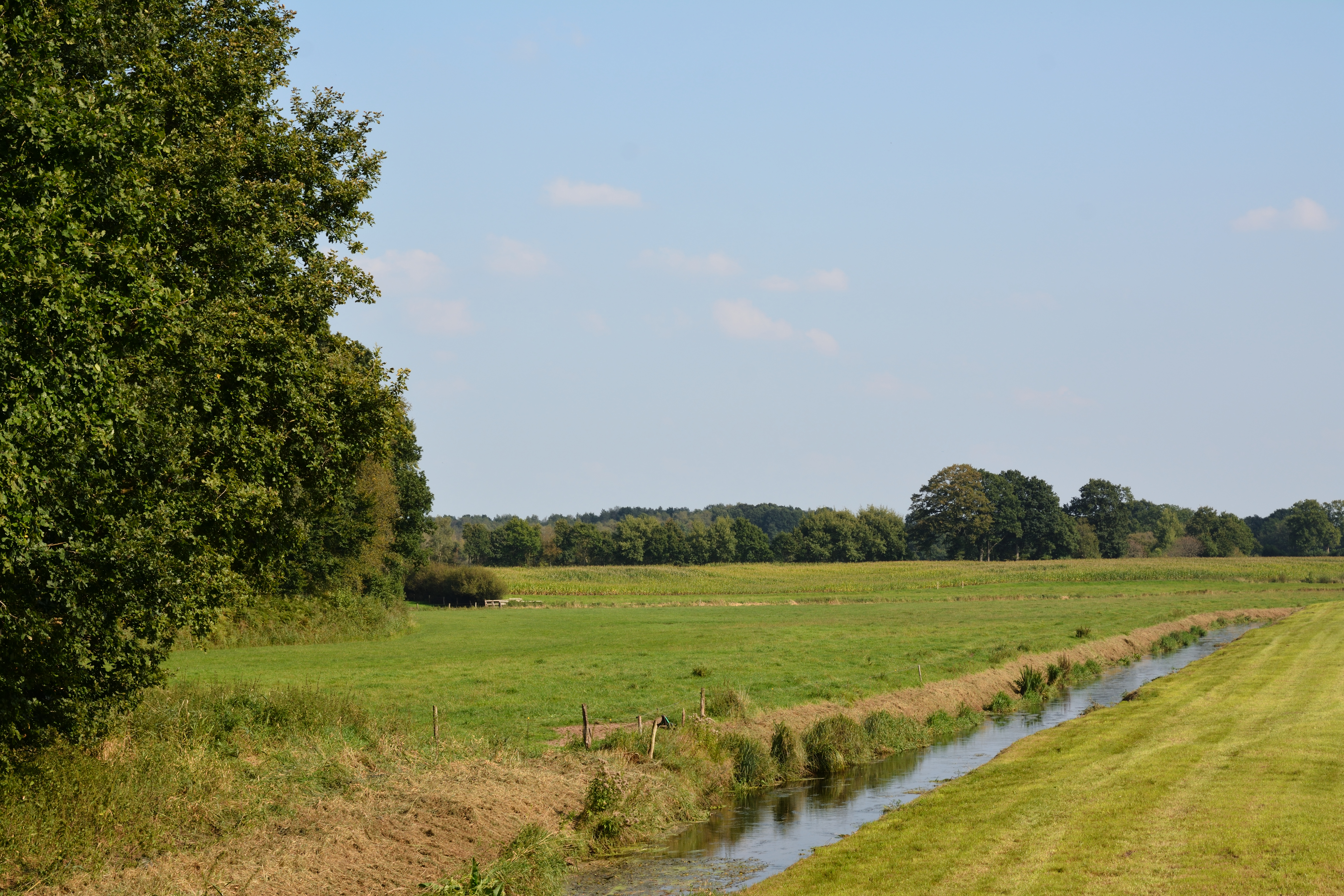
An der Bundesstraße 430